# 64 Eskadra Bombowa

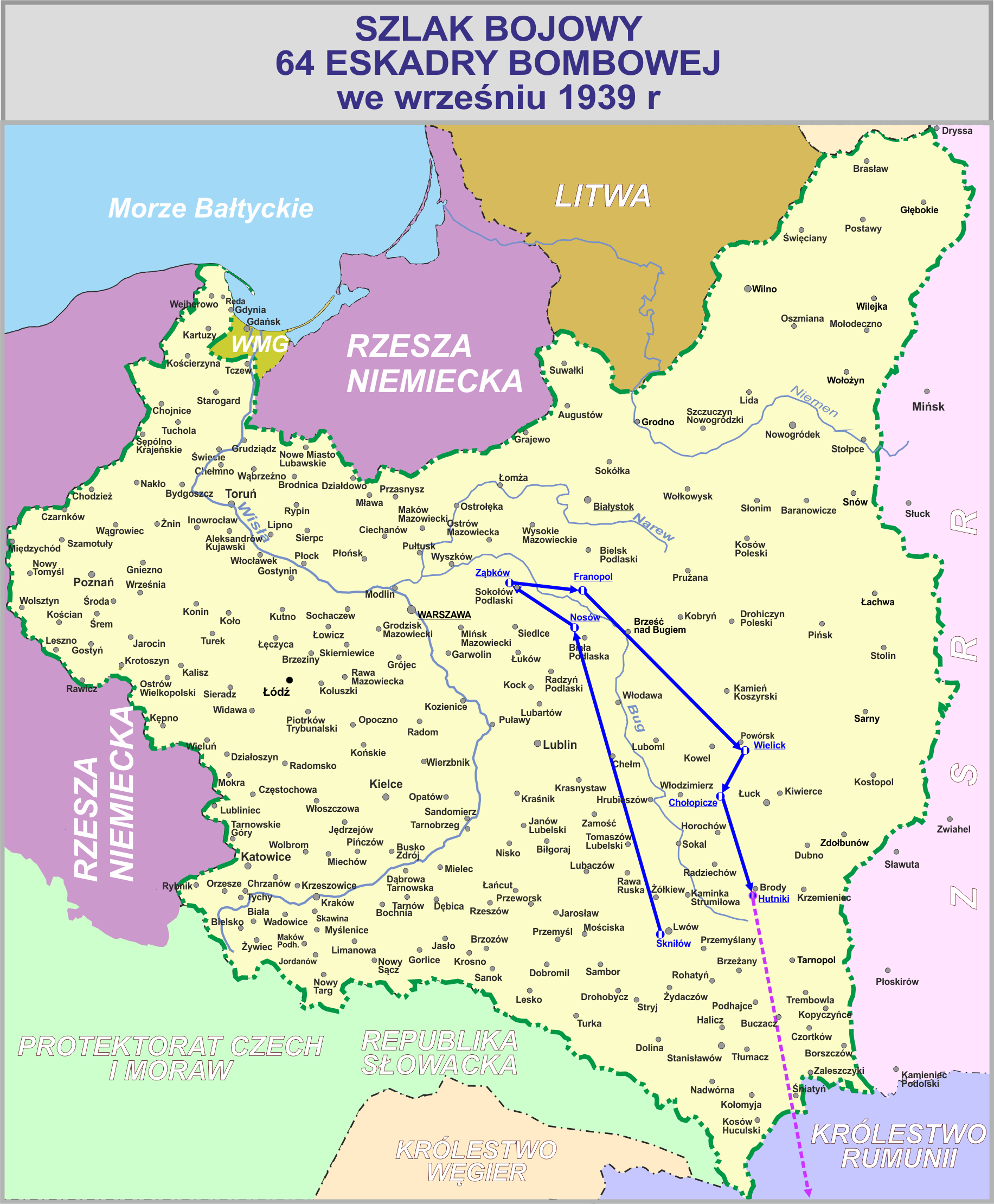

64 (4) eskadra bombowa (lotnicza, liniowa) – pododdział lotnictwa Wojska Polskiego w II Rzeczypospolitej.
Eskadra sformowana została w 1925 jako 62 eskadra lotnicza.
W 1926 eskadra otrzymała nazwę 64 eskadry lotniczej, a w 1929 eskadrę przemianowano na 64 eskadrę liniową.
We wrześniu 1939 jako 64 eskadra bombowa walczyła w składzie Brygady Bombowej.
Godła eskadry:
- zielony równoramienny trójkąt na tle białego kwadratu – na samolotach Potez i Breguet
- brunatny nietoperz na tle białego koła z czerwoną obwódką – na samolotach Breguet 19 i PZL-23 „Karaś”

## Eskadra w okresie pokoju
Za dzień powstania 64 eskadry przyjmuje się 24 sierpnia 1925. W dniu tym przybyła z Warszawy na lotnisko w Lewandówce 62 eskadra Lotnicza, sformowana z oficerów i szeregowych 1 pułku lotniczego.
Jednostka została wyposażona w samoloty Potez XV. Do końca 1925 trwały prace organizacyjne. Prowadzono też loty treningowe.
Na podstawie rozkazu MSWojsk. z 15 czerwca 1926 62 eskadra lotnicza otrzymała nazwę 64 eskadry lotniczej i weszła w skład II dywizjonu lotniczego. W sierpniu eskadra brała udział w szkole ognia artylerii w Nadwornej.
W 1927 eskadra brała udział w ćwiczeniach międzydywizyjnych startując z lotniska Tarawatka. Przegrupowana na lotnisko w Śniatyniu, wykonywała zdjęcia fotograficzne dla komisji granicznej. W ciągu lata eskadra została przezbrojona  w samoloty Potez XXVII i została przeniesiona na nowe macierzyste lotnisko w Skniłowie.
W 1929 eskadrę przemianowano na „liniową”.
Od 26 czerwca do 5 lipca eskadra uczestniczyła w szkole ognia artylerii.
W 1930 jednostka została przezbrojona w samoloty Breguet 19. Szkołę ognia lotniczego załogi eskadry odbyły na poligonie Powursk.
W 1931 pluton eskadry pod dowództwem oficera taktycznego eskadry kpt. obs. Marcelego Pustelniaka współpracował w ćwiczeniach międzydywizyjnych jednostek DOK VI.
Zimą 1932 personel latający eskadry szkolił się  na kursie narciarskim zorganizowanym w Sławsku przez dowództwo 6 pułku lotniczego. 
Od 26 maja 1933 eskadra brała udział w szkole ognia lotniczego w Krakowie, a w sierpniu odleciała na ćwiczenia letnie do m Wierzbowiec i Buczacza.
Latem 1934 eskadra uczestniczyła w manewrach lotniczych pod Gnieznem i w koncentracji lotnictwa w Warszawie, a od 31 sierpnia do 3 września brała udział w koncentracji lotnictwa 3 Grupy Aeronautycznej i w ćwiczeniach 6 Brygady Kawalerii w rejonie Lwowa.
Zimą 1935 eskadra współpracowała z 11 Karpacką Dywizją Piechoty w Stanisławowie, a następnie z 13 Kresową Dywizją Piechoty na terenie Wołynia. W sierpniu eskadra odleciała na koncentrację lotnictwa na lotnisku Zaborów. Po zakończeniu ćwiczeń odbyła się wielka parada powietrzna nad Warszawą.
W lecie 1937 eskadra wymieniała Breguety 19 na samoloty PZL-23A, a następnie PZL-23B „Karaś”.
Nowy sprzęt lotniczy przewidywał od 3-osobowej załogi (obserwator, pilot i strzelec samolotowy) dobrego opanowania swojej specjalności. 
W celu zgrania załogi intensywnie ćwiczyły w rejonie lotniska oraz w terenie opodal.
We wrześniu, startując z węzła lotnisk Łuck, załogi eskadry wzięły udział w wielkich manewrach wojsk lądowych na terenie Wołynia, zakończonych imponującą defiladą przed Naczelnym Wodzem w Łucku. 
| Nazwy jednostki i daty sformowania, przeformowań i rozformowania | Nazwy jednostki i daty sformowania, przeformowań i rozformowania | Nazwy jednostki i daty sformowania, przeformowań i rozformowania | Nazwy jednostki i daty sformowania, przeformowań i rozformowania | Nazwy jednostki i daty sformowania, przeformowań i rozformowania | Nazwy jednostki i daty sformowania, przeformowań i rozformowania | Nazwy jednostki i daty sformowania, przeformowań i rozformowania | Nazwy jednostki i daty sformowania, przeformowań i rozformowania | Nazwy jednostki i daty sformowania, przeformowań i rozformowania |
| ---------------------------------------------------------------- | ---------------------------------------------------------------- | ---------------------------------------------------------------- | ---------------------------------------------------------------- | ---------------------------------------------------------------- | ---------------------------------------------------------------- | ---------------------------------------------------------------- | ---------------------------------------------------------------- | ---------------------------------------------------------------- |
| 1925                                                             | 62 eskadra lotnicza                                              | 1926                                                             | 64 eskadra lotnicza                                              | 1929                                                             | 64 eskadra liniowa                                               | 1939                                                             | 64 eskadra bombowa                                               | X 1939                                                           |

## 64 eskadra bombowa w 1939

### Mobilizacja eskadry
Wiosną 1939 ograniczono loty dzienne oraz wstrzymano całkowicie loty nocne. Zapoznawano załogi z sylwetkami samolotów niemieckich wraz z ich parametrami. Ponadto przystrzeliwano broń pokładową na strzelnicy, przewijano spadochrony i kompletowano busole.
W lipcu przydzielono do eskadry 3 podchorążych Szkoły Podchorążych Lotnictwa w Dęblinie. Od połowy sierpnia personel jednostki pozostawał skoszarowany na lotnisku Skniłów. 24 sierpnia zarządzono mobilizację. Czynności mobilizacyjne zostały przeprowadzone na macierzystym lotnisku Skniłów. Samoloty wyprowadzono z hangarów,  rozlokowano je na krańcach lotniska i zorganizowano stanowiska obrony przeciwlotniczej. Personel latający otrzymał dodatkowe osobiste wyposażenie: mapy w skali 1:300 000, pistolety „Vis” i maski przeciwgazowe.
26 sierpnia rzut kołowy eskadry załadował się na transport kolejowy i pod dowództwem kpt. pil. Jana Gaździka wyruszył na lotnisko polowe. Załogi i samoloty pozostały na lotnisku Skniłów. 31 sierpnia przed południem nastąpił odlot rzutu powietrznego eskadry na lotnisko Nosów.
Dowódca II/6 dywizjonu, mjr obs. Alfred Peszke, został wezwany na odprawę do dowódcy Brygady Bombowej, gdzie dowiedział się, że dywizjon wchodzi w skład Brygady Bombowej, otrzymując numerację i nazwę VI dywizjon bombowy lekki. Zmianę numeracji wprowadzono także w podległych eskadrach. 

### Działania eskadry we wrześniu 1939
W kampanii wrześniowej eskadra walczyła w składzie VI dywizjonu Brygady Bombowej
1 września na lotnisku Nosów około 8.00 dowódca dywizjonu otrzymał wiadomość o wybuchu wojny polsko-niemieckiej. Dowódca eskadry na odprawie załóg otrzymał informację o zmianie numeracji podległej jednostki na 4 eskadra bombowa lekka. Zarządzono pogotowie. Startów bojowych w tym dniu nie było.
2 września o 11.00 trzy klucze eskadry wzięły udział w bombardowaniu niemieckich kolumn pancernych w rejonie Częstochowy.
Każdy samolot pobrał 600 kg bomb. Bombardowanie odbyło się na szosie Częstochowa-Kłobuck. Wyprawą dowodził kpt. Kazimierz Jaklewicz. Z bombardowania nie powróciły załogi: por. Brzeskiego, pchor. obs. Szumełdy, por. Teleżyńskiego i ppor. Ząbika. Samoloty ppor. ppor. Galewiewicza i Bilińskiego rozbiły się przy lądowaniu. W obawie przed wykryciem lotniska Nosów,  4 „Karasie” eskadry odleciały na lądowisko Franopol.
3 września załoga: por. obs. Wieczorek, pchor. pil. Latawiec i kpr. strz. Juk rozpoznawała rejon stacji kolejowej Fosowskie na terenie Niemiec. Stwierdzono wyładunek dużej ilości broni pancernej oraz silną obronę przeciwlotniczą. Po południu eskadra przesunęła się na lotnisko Ząbków. W tym dniu jak i w następnym VI dywizjon nie prowadził działalności bojowej. Wolny czas przeznaczono na przegląd samolotów i odpoczynek.
5 września na rozpoznanie w rejon Częstochowy poleciał ppor. obs. Gałczyński z kpr. pil. Kulczyckim i kpr. strz. Kondrasem. Załoga por. obs. Rudowski, pchor. pil. Latawiec i kpr. strz. Sulierz poleciała w rejon Fosowskich. Przebieg lotu tak odnotował pchor. Latawiec:

Początkowo lot przebiegał spokojnie. Dopiero na szosie Herby–Częstochowa obserwator dojrzał długi wąż niemieckich czołgów i samochodów. Dużo pojazdów mechanicznych było również na szosie Częstochowa–Boronów. Doskonała okazja do zrzucenia bomb. Następuje szybki podział zadań: pilot zejdzie niżej i utrzyma „Karasia” na trasie Herby–Częstochowa; obserwator zaznaczy na mapie wykryte zgrupowanie pancerno-motorowe; strzelec samolotowy ma obserwować niebo, a po zrzuceniu bomb i zejściu do lotu koszącego – uruchomi swoje karabiny maszynowe. Po uzgodnieniu obserwator rozkazuje: atakujemy! „Karaś” jak strzała wyskoczył z cumulusa. Wskazówka prędkościomierza szybko zbliżała się do końca podziałki zegara. Wysokościomierz odliczał opadanie: 1200, 700, 500 metrów... W tym momencie odezwała się niemiecka obrona przeciwlotnicza ubezpieczająca kolumnę. Jej pociski suną jednym ciągiem w kierunku atakującego samolotu. Leżący w „kołysce” Rudowski zwolnił zaczepy bomb – poszły w szosę! Jeszcze chwila, a cztery duże snopy ognia „wyskoczyły” pomiędzy stłoczonymi na szosie pojazdami. Polskie bomby osiągnęły cel! Teraz „Karaś” ciasnym skrętem znalazł się znowu nad kolumną. Odezwały się Vickersy, na szczęście bez zacięć, rażąc załogi pojazdów. I choć ogień niemieckich działek i cekaemów przeciwlotniczych wzmagał się z każdą chwilą – załoga polska dwukrotnie „przejeżdżała” nad kolumną nie żałując pocisków, poczem wyrwałem maszynę ze strefy ognia, kierując się do lotniska. Por. Rudowski przeszedł ze swojego stanowiska do strzelca samolotowego. Zobaczył, że kpr. Szulierz zwisa bezwładnie z rękami zaciśniętymi na tylcach kaemów. Jeszcze żył. Był bardzo blady, a jego kombinezon podziurawiony i poszarpany pociskami - zalany krwią. Ujrzawszy obserwatora wyszeptał: «Panie poruczniku, jak to dobrze, że to ja dostałem a nie pan. Cały nasz lot i rozpoznanie byłoby na nic»... Rudowski przez zaciśnięte gardło odrzekł: «Tak daliśmy szkopom porządnie w skórę. Tylko Ty się trzymaj. Zaraz wylądujemy i opatrzymy rany». Znajdująca się w samolocie apteczka niestety nie była przydatna przy tak ciężkich ranach. Gdzieś koło Grójca wypatrzyłem kawał pola, na którym lądowaliśmy. Z pobliskiego Broniszewa wezwano lekarza, który prowizorycznie opatrzył rany, zaaplikował zastrzyk. Orzekł jednak, że stan jest bardzo ciężki i konieczna jest natychmiastowa operacja. Przed odwiezieniem do szpitala Szulierz poprosił: «Lećcie szybciej, zostawcie mnie. Zdobyte przez nas wiadomości są ważniejsze aniżeli ja» [...].

Około 18.00 na rozpoznanie i bombardowanie poleciał klucz dowodzony przez kpt. Jaklewicza. Podczas bombardowania kolumny czołgów i artylerii zmotoryzowanej na szosie Pułtusk–Ciechanów, samolot kpt. Jaklewicza został uszkodzony pociskami działek przeciwlotniczych. Załoga próbowała lądować w Warszawie, ale obrona przeciwlotnicza lotniska Okęcie ostrzelała „Karasia”. Na resztkach paliwa wylądowano w Dęblinie rozbijając przy lądowaniu samolot. Załoga wyszła bez obrażeń. 
6 września, z powodu braku rozkazów, lotów bojowych nie wykonywano. Porucznik Ząbik na RWD-8 przywiózł zadania na dzień następny.
7 września dwa klucze eskadry wzięły udział w wyprawie bombowej w rejon Różana. Zbombardowano niemiecką kolumnę pancerno-motorową.  W locie powrotnym załoga kpt. Jaklewicza z kpr. pil. Baranowskim i Kondrasem usiłowała zestrzelić balon obserwacyjny, ale wobec silniej OPL atak przerwano. Po kilku minutach „Karaś” został zaatakowany przez Me-109. Zestrzelił go kpr. Kondras. W tym dniu intensywny wysiłek bojowy eskadr dywizjonu został uwieńczony pełnym powodzeniem i bez własnych strat.

8 września ppor. obs. Ząbik. z pchor. pil. Bileckim i kpr. strz. Stronczakiem rozpoznawał rejon Mszczonów–Tomaszów–Pabianice–Zgierz. Pchor. Bilecki tak opisywał lot: 

Po wykonaniu rozpoznania i zrzuceniu bomb na czołgi wracaliśmy na lotnisko. Około godz. 9.00 zostaliśmy zaatakowani od słońca przez 2 Me-110 nad m. Drozdowo Włościańskie k. Makowa Mazowieckiego nad rzeką Narew. Siła ognia nieprzyjaciela zrobiła swoje. Serie z karabinów maszynowych „Karasia” nie odstraszyły Niemców. Samolot nasz stanął w płomieniach. Kpr. Stronczak został śmiertelnie ranny. Obserwator i ja wyskoczyliśmy ratując się na spadochronie. Maszyna z zabitym strzelcem runęła na ziemię. Odnalezione i zmasakrowane zwłoki Stronczaka pochowaliśmy w pobliżu wiejskich zabudowań, gdzie spadł nasz samolot. Na grobie umieściliśmy prowizoryczny krzyż z kawałka śmigła, na którym umieściliśmy nazwisko, stopień wojskowy i datę zgonu młodego i dzielnego strzelca. Ppor. Ząbik i ja ukrywaliśmy się przez pewien czas u rolnika p. Kolasińskiego, gdzie leczyliśmy się z ran. Ppor. Ząbik miał przestrzeloną nogę i oparzenia ciała, a ja pocisk w plecach.

Kilka godzin później w ten sam rejon polecieli por. obs. Wieczorek, plut. pil. Krul i kpr. strz. Hawryluk. Załoga powróciła meldując, że oddziały niemieckie szybko posuwają się w kierunku Warszawy. W związku z zagrożeniem lotniska, mjr Peszke wydał stosowne zarządzenia ochronne, a od dowódcy brygady otrzymał rozkaz przygotowania dywizjonu do przesunięcia na lotnisko Franopol.
9 września załogi  por. obs. Zawadzkiego i ppor. obs. Galewicza poleciały na rozpoznanie rejonu Pułtuska i Mławy, bombardując wykryte pod Wyszkowem zgrupowanie pancerno-motorowe, po czym lądowały już na nowym lotnisku we Franopolu.
10 września eskadra zadań bojowych nie wykonywała.
11 września por. obs. Wieczorek z plut. pil. Krulem i kpr. strz. Taratajcio, rozpoznawali rejon Sokołów Podlaski –Nur. Do eskadry wcielono kpr. pil. Edwarda Hajdukiewicza z 42 eskadry rozpoznawczej i 4 „Karasie”. Lądujące samoloty II dywizjonu bombowego stanowiące uzupełnienie dla IV dywizjonu zdemaskowały lądowisko. W tej sytuacji rzut powietrzny eskadry odleciał do Wielicka. Podczas przelotu transportowy „Fokker” został zaatakowany przez Messerschmitty. Pilot plutonowy plut. Krul zdecydował się lądować „na wprost” i rozbił samolot na zaoranym polu. Załoga wyszła bez szwanku, ale już nie dołączyła do eskadry.
12 września eskadra odleciała z Wielicka do  Chołopecz. Zadań bojowych nie wykonywano.
13 sierpnia wyznaczona na rozpoznanie załoga: por. obs. Teleżyński, kpr. pil. Salwierz i kpr. strz. Sęp zginęła w parę minut po starcie. Przyczyna katastrofy  nie jest znana.
14 września 8 sprawnych „Karasi” dywizjonu poleciało na wyprawę bombową w rejon. Rawa Ruska–Sokal. Przed odlotem spalono jednego niesprawnego „Karasia“.
Według relacji kpt. Jaklewicza przebieg wyprawy miał następujący przebieg:

Po znalezieniu celu do bombardowania (czołgi i samochody) na drodze na płn. od m. Rawa Ruska w rej. m. Rzyczki atakujemy bombami, a następnie zawracamy na m. Mosty Wielkie. Po ominięciu m. Brody kierujemy się na lotnisko Hutniki, w rejonie którego eskadra została zaatakowana przez 8 Messerschmittów 110. Atak był wykonany z tyłu na ostatni klucz. Doszło do zwarcia kołowego, lecz szyk rozluźnił się. Sytuacja była krytyczna również z powodu kończącego się paliwa. W wyniku walk: zestrzelono 2 Messerschmitty. Ciężko ranni w powietrzu zostali pchor. Latawiec i kpr. Czejgis lecz zdołali wylądować w Hutnikach, rozbijając samoloty. Tego dnia około godz. 16.15 lotnisko Hutniki zaatakowało około 36 samolotów bombowych i 18 Me-109. Atak trwał około 15-20 minut, wykonywany pojedynczymi kluczami z różnych kierunków. Nasze samoloty zostały częściowo obsypane ziemią od wybuchów bomb i podziurawione, lecz żaden nie zapalił się, gdyż w zbiornikach nie było już paliwa.

Rano 15 września falowe ataki bombowców i myśliwców niemieckich zniszczyły całkowicie lotnisko i pozostałe samoloty eskadry. Strat w ludziach nie było. Kpt. Jaklewicz objął dowództwo 65 eskadry bombowej. Po bombardowaniu eskadra ewakuowała się do m. Ponikwy oczekując na dalsze decyzje i rozkazy. 
16 września wieczorem rzut kołowy eskadry z personelem latającym  odjechał do Horodenki.
17 września eskadra otrzymała rozkaz odjazdu do Kut i przekroczenia granicy polsko-rumuńskiej. 18 września około  11.30 eskadra przekroczyła granicę.
| Działania eskadry | Działania eskadry                                                                    | Działania eskadry                                                                    | Działania eskadry                                                                    |
| ----------------- | ------------------------------------------------------------------------------------ | ------------------------------------------------------------------------------------ | ------------------------------------------------------------------------------------ |
|                   | Loty bojowe                                                                          | Tonaż bomb                                                                           | Zestrzelenia                                                                         |
| 39                | 14 ton                                                                               | 3 samoloty                                                                           |                                                                                      |
| Straty eskadry    |                                                                                      |                                                                                      |                                                                                      |
| Polegli           | por. Brzeski, por. Teleżyński, kpr. Sałwierz, kpr. Sęp, kpr. Stronczak kpr. Szulierz | por. Brzeski, por. Teleżyński, kpr. Sałwierz, kpr. Sęp, kpr. Stronczak kpr. Szulierz | por. Brzeski, por. Teleżyński, kpr. Sałwierz, kpr. Sęp, kpr. Stronczak kpr. Szulierz |
| Ranni             | pchor. Latawiec, kpr. Czejgis, kpr. Rdzanek                                          | pchor. Latawiec, kpr. Czejgis, kpr. Rdzanek                                          | pchor. Latawiec, kpr. Czejgis, kpr. Rdzanek                                          |
| Samoloty          |                                                                                      |                                                                                      |                                                                                      |
| Stan              | Uzupełnienie                                                                         | Zniszczone                                                                           | Ewakuacja                                                                            |
| 10 PZL.23 Karaś   | 11                                                                                   | 21                                                                                   | 0                                                                                    |

## Obsada personalna eskadry
| Stopień      | Imię i nazwisko      | Okres pełnienia służby  |
| ------------ | -------------------- | ----------------------- |
| kpt. obs.    | Jan Gac              | 1925 – 1927             |
| kpt. pil.    | Piotr Dudziński      | 1927 – 1929             |
| kpt. pil.    | Aleksander Majewski  | 1929 – V 1929           |
| kpt. pil.    | Kazimierz Wianecki   | V 1929 – 20 IX 1930     |
| kpt. obs.    | Stanisław Olszanik   | 20 IX 1930 – 23 IV 1931 |
| kpt. obs.    | Witold Zaniewski     | 23 IV 1931 – I 1933     |
| kpt. obs.    | Marceli Pustelniak   | I 1933 – XII 1933       |
| kpt. obs.    | Bronisław Fabian     | XII 1933 – 28 IV 1934   |
| kpt. pil.dr. | Tadeusz Halewski     | 28 IV 1934 - II 1935    |
| kpt. pil.    | Robert Beill         | II 1935 – 3 XI 1937     |
| kpt. obs.    | Stanisław Olszanik   | 3 XI 1937 - XI 1938     |
| kpt. pil.    | Mieczysław Pronaszko | XI 1938 – IX 1939       |

| Stanowisko         | Stopień, imię i nazwisko               | Przydział we wrześniu 1939 |
| ------------------ | -------------------------------------- | -------------------------- |
| dowódca            | kpt. Mieczysław Pronaszko              |                            |
| oficer taktyczny   | kpt. Kazimierz Jaklewicz               |                            |
| oficer techniczny  | ppor. Tadeusz Łukasiewicz              |                            |
| starszy obserwator | por. Cezary Wieczorek                  |                            |
| pilot              | ppor. Zdzisław Wiktor Edward Kurowski  |                            |
| obserwatorzy       | por. Michał Brzeski                    |                            |
| obserwatorzy       | ppor. Eugeniusz Damazy Rudowski        |                            |
| obserwatorzy       | por. kaw. Tadeusz Władysław Teleżyński |                            |
| obserwatorzy       | ppor. Bolesław Kazimierz Biliński      |                            |
| obserwatorzy       | ppor. Roman Marian Galewicz            |                            |
| obserwatorzy       | ppor. Mieczysław Ludwik Kałuża         |                            |
| obserwatorzy       | ppor. piech. Jan Ząbik                 |                            |

| Dowództwo eskadry | Dowództwo eskadry | Dowództwo eskadry |
| Stanowisko | Stopień, imię i nazwisko | Stopień, imię i nazwisko |
| --- | --- | --- |
| dowódca eskadry | kpt. pil. Mieczysław Pronaszko | kpt. pil. Mieczysław Pronaszko |
| oficer taktyczno-operacyjny | kpt. obs. Kazimierz Jaklewicz | kpt. obs. Kazimierz Jaklewicz |
| oficer techniczny eskadry | ppor. techn. Tadeusz Łukaszewicz | ppor. techn. Tadeusz Łukaszewicz |
| lekarz eskadry | por. lek. Wacław Lalka | por. lek. Wacław Lalka |
| szef mechaników eskadry | st. majster wojsk. Mieczysław Kuligowski | st. majster wojsk. Mieczysław Kuligowski |
| szef administracyjny eskadry | sierż. Stanisław Rybka | sierż. Stanisław Rybka |
| Załogi samolotów | | |
| Obserwatorzy | Piloci | Strzelcy pokładowi |
| por. Michał Brzeski por. Zbigniew Gałczyński por. Eugeniusz Rudowski por. Tadeusz Teleżyński por. Cezary Wieczorek por. Józef Zawadzki ppor. Bolesław Biliński ppor. Roman Galewicz ppor. Jan Ząbik ppor. rez. Józef Szczepanik pchor. Stanisław Koń pchor. Zygmund Szumełda | ppor. Zdzisław Kurowski, pchor. Kazimierz Bilecki, pchor. Michał Latawiec plut. Marian Kostecki plut. Antoni Krul plut. Kazimierz Sobczak kpr. Tadeusz Baranowski kpr. Zenon Czejgis kpr. Maksymilian Kubacki kpr. Władysław Kulczycki kpr. Czesław Peleniczek kpr. Kazimierz Salwierz kpr. Antoni Wójcicki kpr. Mieczysław Zołoteńko | plut. Wiktor Müller kpr. Karol Hawrylak kpr. Jan Juk kpr. Satanisław Kamiński kpr. Jerzy Karais kpr. Stanisław Kondras kpr. Marian Niewolski kpr. Franciszek Okoński kpr. Stefan Rdzanek kpr. Stanisław Rozmus kpr. Stefan Sęp kpr. Roman Stronczak kpr. Ryszard Szulierz kpr. Władysław Taratajcio kpr. Mieczysław Wojciechowski |

## Wypadki lotnicze
W okresie funkcjonowania eskadry miały miejsce następujące wypadki lotnicze zakończone obrażeniami lub śmiercią pilota:
- 5 grudnia 1929 nad Lwowem w locie grupowym na samolocie Potez XXVII ppor. pil. obs. Tadeusz Mieczychowski, sierż. pil. Jan Komornicki, ppor. obs. Hipolit Mostowski oraz mł. majster wojsk. Ryszard Drągowski zginęli wskutek zderzenia.
- 27 lipca 1932 lecąc samolotem Breguet XIX po ześlizgu na skrzydło zginęli kpr. pil. Alfred Koerner i plut. strz. samol. Jan Strzemecki.
- 27 sierpnia 1932 podczas lotu zasłabł przy sterach kpr. pil. Henryk Grotek, natomiast obserwator ppor. Franciszek Skiba uratował się wyskakując na spadochronie.
- 13 stycznia 1938 podczas treningu na lotnisku Skniłów zginęli kpr. pil. Józef Szulc-Krzyżanowski, ppor. obs. Bohdan Wybodowski i sierż. strz. samol. Ignacy Kozarzewski.
- 30 czerwca 1938 zginęli kpr. pil. Alfred Podłowski, por. obs. Zenon Szerszeń oraz st. szer. strz. samol. Tadeusz Oczkowski.

## Samoloty eskadry
Początkowo eskadra miała na wyposażeniu samoloty Potez XV.
W 1927 eskadra została przezbrojona  w samoloty Potez XXVII.
W 1930 jednostkę przezbrojono w samoloty Breguet 19.
W lecie 1937 eskadra wymieniała Breguety 19 na samoloty PZL.23 Karaś.
W 1939 na wyposażeniu eskadry było 10 samolotów PZL.23B Karaś, 1 Fokker F.VIIB/3m i 2 RWD-8.

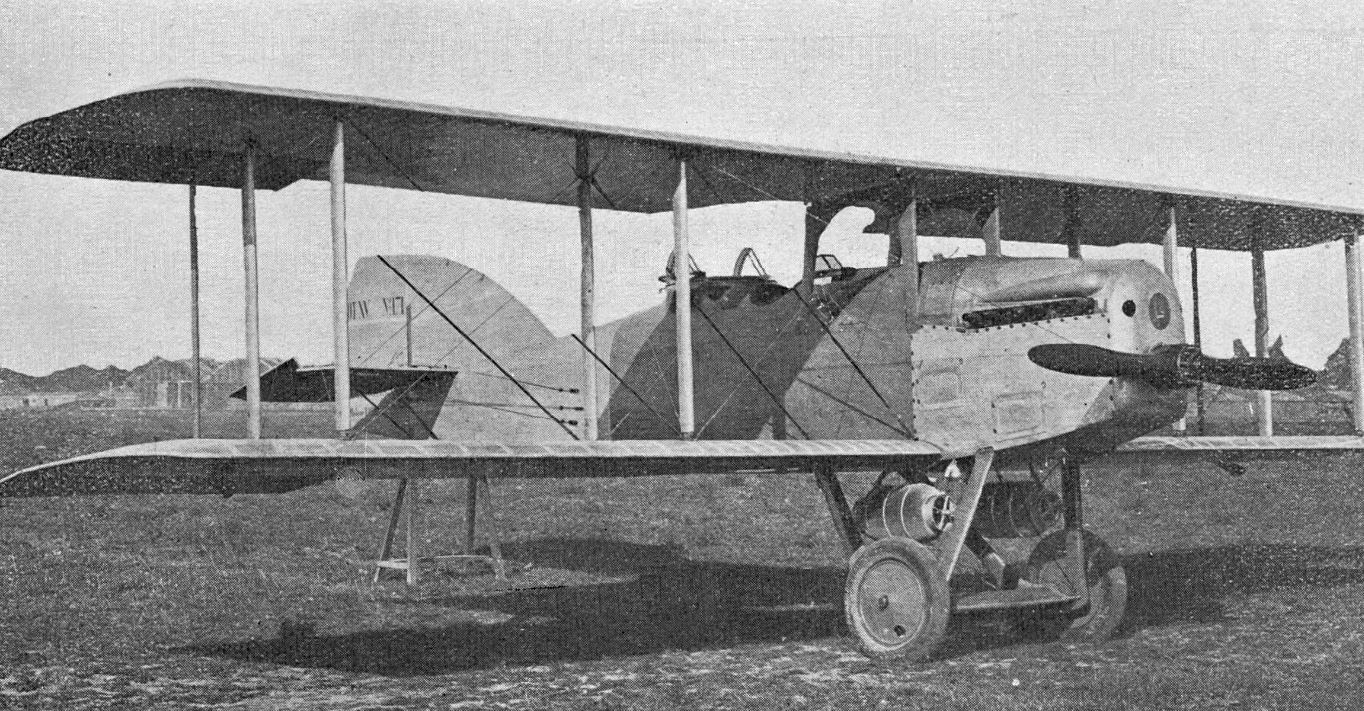
Potez XV (1925–1927)
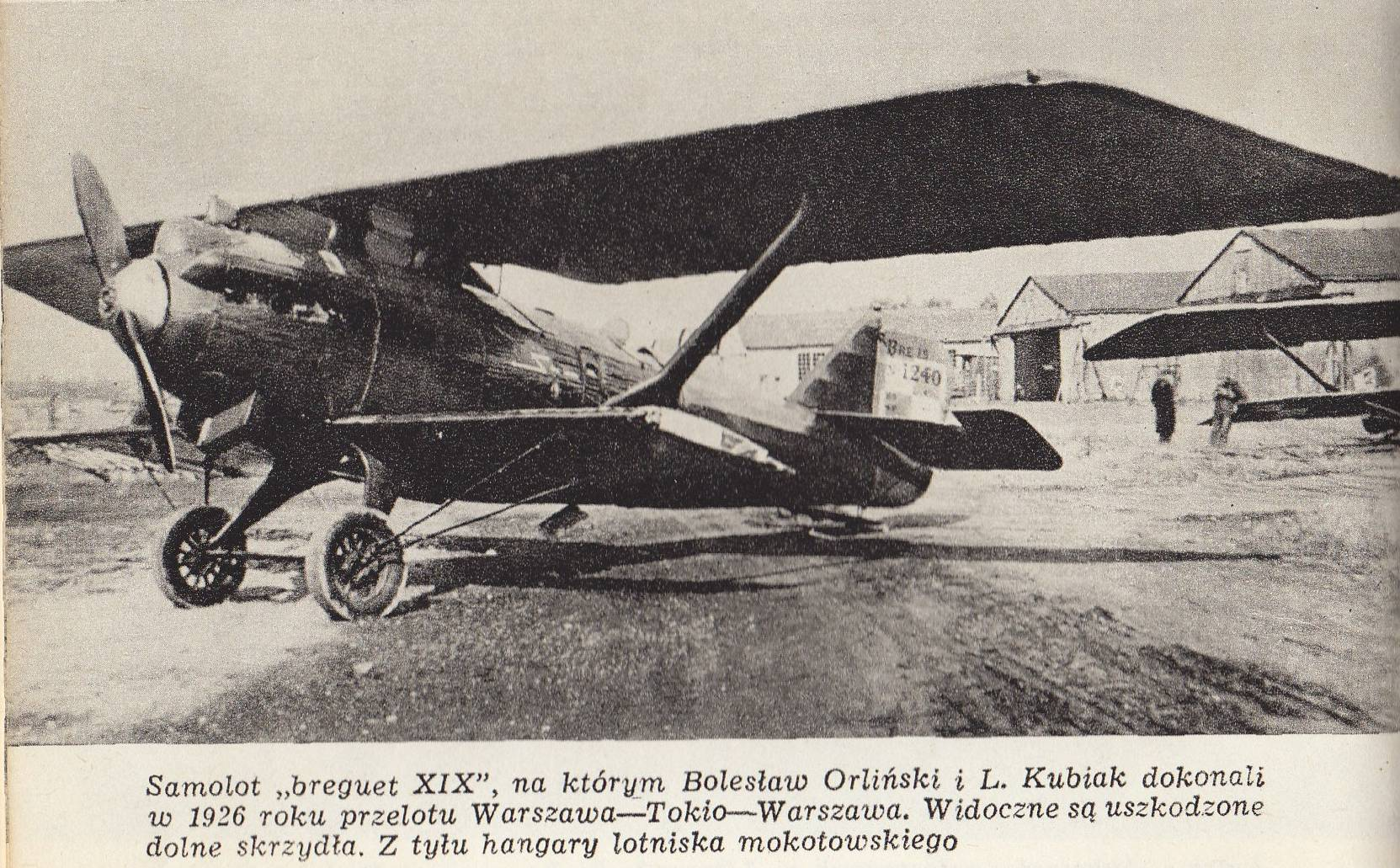
Breguet 19 (1930–1937)
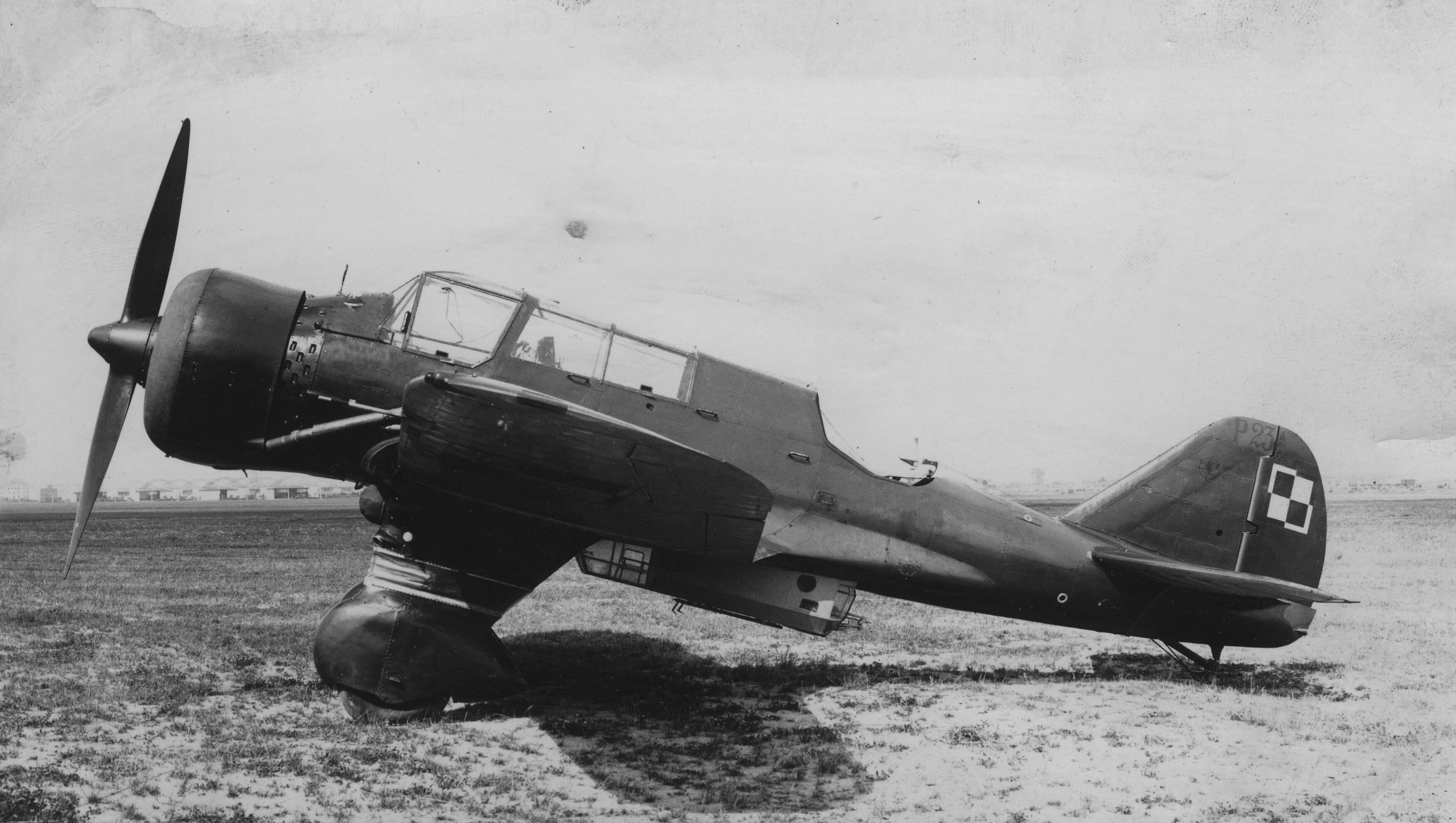
PZL.23 Karaś (1937–1939)
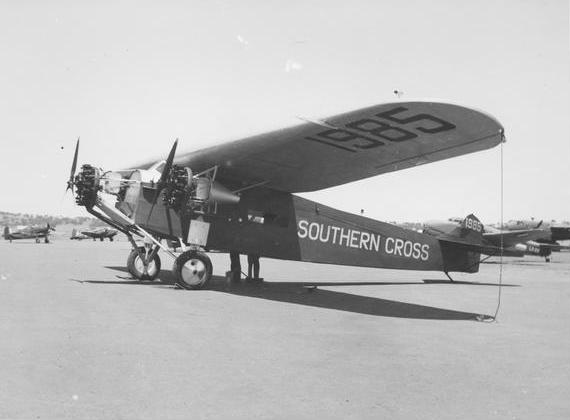
Fokker F.VII (transportowy)
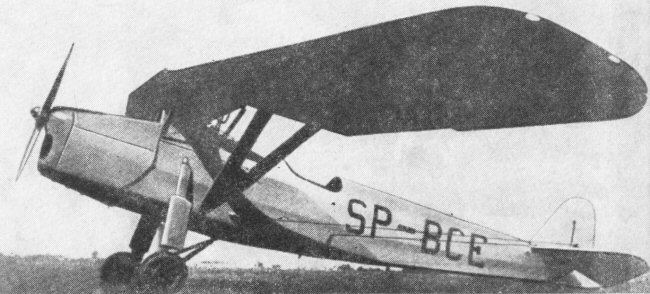
RWD-8 (łącznikowy)